# Erioptera (Meterioptera) luzonica
Erioptera (Meterioptera) luzonica is een tweevleugelige uit de familie steltmuggen (Limoniidae). De soort komt voor in het Oriëntaals gebied.